# 千種郵便局
千種郵便局
（ちくさゆうびんきょく）
- 愛知県名古屋市千種区にある郵便局。本記事で記述する。
- 千葉県市原市にある郵便局。局番号は05240。
- 三重県三重郡菰野町にある郵便局。局番号は22209。
- 兵庫県宍粟市にある郵便局。局番号は43128。

（ちぐさゆうびんきょく）
千種郵便局（ちくさゆうびんきょく）は愛知県名古屋市千種区今池四丁目にある郵便局。民営化前の分類では集配普通郵便局であった。

## 概要

### 住所
- 〒464-8799：愛知県名古屋市千種区今池4-9-18

### 併設施設
- ゆうちょ銀行千種店（名古屋支店千種出張所）：取扱店番号213260

## 沿革
- 1903年（明治36年）12月10日 - 古井（こい）郵便受取所として開設[1]。
- 1905年（明治38年）4月1日 - 古井郵便局（三等）となる[1]。
- 1906年（明治39年）1月1日 - 千種郵便局に改称[1]。
- 1958年（昭和33年）11月10日 - 千種区覚王山通三丁目から同区覚王山通四丁目に移転[2]。
- 1961年（昭和36年）11月1日 - 和文電報受付および電話通話業務を開始。
- 1986年（昭和61年）9月 - 局舎新築。
- 1993年（平成5年）7月1日 - 外国通貨の両替および旅行小切手の売買に関する業務取扱を開始。
- 2007年（平成19年）10月1日 - 民営化に伴い、併設された郵便事業千種支店、ゆうちょ銀行千種店に一部業務を移管。
- 2012年（平成24年）10月1日 - 日本郵便株式会社の発足に伴い、郵便事業千種支店を千種郵便局に統合。

## 取扱内容

### 千種郵便局
- 郵便、印紙、ゆうパック、内容証明
- 生命保険、バイク自賠責保険、自動車保険、がん保険、引受条件緩和型医療保険
- 地方公共団体事務（名古屋市バス・電車利用券等の交付）
- 「464-00xx」「464-08xx」区域（名古屋市千種区の全域）集配業務
- ゆうゆう窓口

### ゆうちょ銀行千種店
- 貯金、貸付、為替、振替、振込、国際送金、外貨両替、トラベラーズチェック、国債、投資信託、変額年金保険 - 平日18時まで営業。
- ATM

## 周辺
- 名古屋市立東部医療センター
- イオン今池店（旧・ダイエー今池店）

## アクセス
- 名古屋市営地下鉄桜通線・東山線 今池駅から徒歩で約2分。
- JR中央本線 千種駅から徒歩で約10分。
- 名古屋市営バス「今池」停留所下車。
- 名古屋高速2号東山線 春岡出入口から北へ約1km。
- 広小路通（愛知県道60号名古屋長久手線）・環状線（名古屋市道名古屋環状線）沿い。
- 駐車場あり：8台